# Aleksandr Selikhov
Bản mẫu:Eastern Slavic name
Aleksandr Aleksandrovich Selikhov (tiếng Nga: Александр Александрович Селихов; sinh ngày 7 tháng 4 năm 1994) là một thủ môn bóng đá người Nga thi đấu cho F.K. Spartak Moskva.

## Sự nghiệp
Anh có màn ra mắt tại Russian Second Division cho FC Rusichi Oryol vào ngày 29 tháng 5 năm 2012 trong trận đấu với FC Kaluga.
Sau khoảng thời gian cho mượn cùng với câu lạc bộ tại Giải bóng đá ngoại hạng Nga F.K. Amkar Perm, vào tháng 7 năm 2014 anh ký bản hợp đồng 2 năm với Amkar. Anh ra mắt tại Giải bóng đá ngoại hạng Nga cho Amkar trong trận đấu với F.K. Rostov vào ngày 28 tháng 8 năm 2015 khi hai thủ môn lựa chọn đầu tiên cho Amkar, Roman Gerus và Dmitri Khomich đều bị chấn thương.
Ngày 22 tháng 11 năm 2016, anh ký hợp đồng với F.K. Spartak Moskva bắt đầu vào ngày 6 tháng 12 năm 2016, và anh tiếp tục thi đấu cho Amkar đến ngày đó.

### Thống kê sự nghiệp
Tính đến 13 tháng 5 năm 2018
| Câu lạc bộ            | Mùa giải            | Giải vô địch                | Giải vô địch | Giải vô địch | Cúp     | Cúp       | Châu lục | Châu lục  | Tổng cộng | Tổng cộng |
| Câu lạc bộ            | Mùa giải            | Hạng đấu                    | Số trận      | Bàn thắng    | Số trận | Bàn thắng | Số trận  | Bàn thắng | Số trận   | Bàn thắng |
| --------------------- | ------------------- | --------------------------- | ------------ | ------------ | ------- | --------- | -------- | --------- | --------- | --------- |
| FC Oryol              | 2011–12             | PFL                         | 1            | 0            | 0       | 0         | –        | –         | 1         | 0         |
| FC Oryol              | 2012–13             | PFL                         | 8            | 0            | 1       | 0         | –        | –         | 9         | 0         |
| FC Oryol              | Tổng cộng           | Tổng cộng                   | 9            | 0            | 1       | 0         | 0        | 0         | 10        | 0         |
| F.K. Amkar Perm       | 2012–13             | Giải bóng đá ngoại hạng Nga | 0            | 0            | 0       | 0         | –        | –         | 0         | 0         |
| F.K. Amkar Perm       | 2013–14             | Giải bóng đá ngoại hạng Nga | 0            | 0            | 0       | 0         | –        | –         | 0         | 0         |
| F.K. Amkar Perm       | 2014–15             | Giải bóng đá ngoại hạng Nga | 0            | 0            | 0       | 0         | –        | –         | 0         | 0         |
| F.K. Amkar Perm       | 2015–16             | Giải bóng đá ngoại hạng Nga | 23           | 0            | 3       | 0         | –        | –         | 26        | 0         |
| F.K. Amkar Perm       | 2016–17             | Giải bóng đá ngoại hạng Nga | 17           | 0            | 1       | 0         | –        | –         | 18        | 0         |
| F.K. Amkar Perm       | Tổng cộng           | Tổng cộng                   | 40           | 0            | 4       | 0         | 0        | 0         | 44        | 0         |
| F.K. Spartak-2 Moskva | 2016–17             | FNL                         | 3            | 0            | –       | –         | –        | –         | 3         | 0         |
| F.K. Spartak-2 Moskva | 2017–18             | FNL                         | 1            | 0            | –       | –         | –        | –         | 1         | 0         |
| F.K. Spartak-2 Moskva | Tổng cộng           | Tổng cộng                   | 4            | 0            | 0       | 0         | 0        | 0         | 4         | 0         |
| F.K. Spartak Moskva   | 2016–17             | Giải bóng đá ngoại hạng Nga | 1            | 0            | –       | –         | –        | –         | 1         | 0         |
| F.K. Spartak Moskva   | 2017–18             | Giải bóng đá ngoại hạng Nga | 21           | 0            | 3       | 0         | 6        | 0         | 30        | 0         |
| F.K. Spartak Moskva   | Tổng cộng           | Tổng cộng                   | 22           | 0            | 3       | 0         | 6        | 0         | 31        | 0         |
| Tổng cộng sự nghiệp   | Tổng cộng sự nghiệp | Tổng cộng sự nghiệp         | 75           | 0            | 8       | 0         | 6        | 0         | 89        | 0         |

## Danh hiệu câu lạc bộ
Spartak Moskva
- Giải bóng đá ngoại hạng Nga: 2016-17
- Siêu cúp bóng đá Nga: 2017